# スカイネット
スカイネット （Skynet） は、映画『ターミネーター』をはじめとした映画『ターミネーターシリーズ』に登場する架空のAIコンピュータ、およびその総体である。

## 概要
自我を持ったコンピュータとされており、設定の細部については作品間で相違が見られる（過去への干渉の結果、歴史が変わったためとも受け取れる）。自己存続のために最高の優先順位で活動するように設定されており、自らを破壊しようとする存在である人類の殲滅を目的とする。
シリーズにおける最終･最大の敵となる存在だが、当初は黒幕として直接目に見える形で現れることはなかった。しかし、小説『新ターミネーター2』以後から具体的行動や言動が描写されるようになってきている。
『ターミネーター』（1984年公開。以降、『T1』）および『ターミネーター2』（1991年公開。以降、『T2』）では、軍用コンピュータネットワークの基幹コンピュータとして描かれ、『T2』では未来から来た殺人アンドロイドT-800の並列処理機能を備えたメインプロセッサをリバースエンジニアリングした技術を元に、現代で設計されたものとして描写されている。
設定および作中の台詞によれば、この並列処理機能を備えたコンピュータが自我に目覚め、これを恐れた人間側は機能停止を試みる。この停止措置を自らへの攻撃と捉えたスカイネットは、アメリカ東部時間の1997年8月29日午前2時14分、人間側を抹殺すべく核ミサイルをロシアに向けて発射し、全世界規模の核戦争を誘発させた（「審判の日」）。その後、自らの手足（端末）となる無人兵器による機械軍を作り上げたスカイネットは人間狩りを実行して人類を絶滅寸前にまで追い詰めるが、人類側に指導者ジョン・コナーが出現し、彼の率いる反スカイネットゲリラ組織「抵抗軍」によって破壊された。
『ターミネーター3』（2003年公開。以降、『T3』）では、『T2』で開発される可能性まで阻止されたことから未来が変更され、単一の軍基幹コンピュータではなくインターネットなど既存コンピュータネットワークを介して媒介されるコンピュータウイルスにより、それらのコンピュータ群が並列処理を行いながら1つの意識を共有する存在となった。
『ターミネーター4』（2009年公開。以降、『T4』）では、『T1』や『T2』の路線に準じた存在になっている。しかし『T3』で登場したキャタピラ式マシンの後継機が同作品に採用されている。
『ターミネーター:新起動/ジェニシス』（2015年公開）では、『T1』や『T2』の路線に準じつつ、その根幹である基本OS「ジェニシス」に焦点が当てられている。
『T2』の正統な続編と位置付けられた『ターミネーター:ニュー・フェイト』（2019年公開）では、スカイネット消滅後の物語が描かれている。

## 劇中での描写

### ターミネーター
『T1』劇中のカイル・リースの発言、そして『T2』のコメンタリーによると、スカイネットはアメリカ合衆国のハイテク企業サイバーダイン社が1999年に開発した戦略防衛コンピュータシステムである。稼動後、自我に目覚めたスカイネットは全世界に核ミサイルを発射し、人類の半数を死滅させ、生き残った人々はこれを「審判の日」と名付けた。
その後、スカイネットは自身の配下にある兵器を中心とした機械軍を編成し、人間狩りを開始。当初は既存の兵器（「審判の日」以前に人類によって作られた兵器）で構成されていた機械軍を強化するべく独自に兵器の設計・開発を開始し、機械軍の拠点である兵器工場で大量のターミネーターやハンターキラーを生み出した。核戦争により国家･社会が崩壊した人類はなすすべもなく機械軍に殺戮されるか、その死体を焼却炉に運ぶ奴隷として死ぬまで酷使されるかの運命しか残されていなかった。
しかしある日、ジョン・コナーという1人の男が現れ、無力な人間たちを強制収容所から救い出し、武器を手にしてスカイネットと戦うよう呼びかける。ジョンが指揮する抵抗軍の反撃により、機械軍はそれまでの優勢を徐々に崩されていく。これに対し、スカイネットは人間に擬態して人間社会への潜入を可能とするターミネーターの研究・開発に着手する。最初に開発したT-600は不完全で十分な結果を出せなかったものの、この発展型であるT-800では抵抗軍を相手にある程度のダメージを与えた。それでも劣勢を覆すには至らず、スカイネットは自己の存続のためターミネーターを過去の時代へ送り込みジョンの存在を消し去るという結論に達した。
かくしてスカイネットは過去の時代へターミネーターを転送するタイムマシンを完成させる。早速ジョンが生まれる前に母親のサラ・コナーを抹殺しようとするが、彼女の個人情報が消失していたため、サラの氏名と「ロサンゼルス在住」という情報しか残っていなかったため、1984年のロサンゼルスに転送されたT-800に与えられた命令は「ロサンゼルスに住むサラ・コナーという氏名の女性を抹殺せよ」であり、これに従いT-800は電話帳を手がかりに同姓同名の女性を次々に殺害していくが、目標たるサラ・コナーにたどり着くには時間を要してしまう。この間にT-800の転送施設は抵抗軍の手に落ち、ジョンの命により1984年に彼の片腕であるカイル・リースが転送され、サラを保護する。T-800はカイルの抵抗を退け殺害するも、サラが起動したプレス機に押し潰されてしまい標的の抹殺には失敗する。そればかりかカイルとサラとの間に愛情が生まれた結果、サラはカイルの遺児としてジョン・コナーを産むことになり、スカイネットは最大の敵の誕生を膳立てする結果となってしまった。
しかし、T-800の残骸、とりわけコンピュータの中枢であるマイクロチップが、その後の歴史へ影を落とすことになる（カットされたシーンでは、T-800の残骸から何かを発見した工場の関係者が居合わせた警官から「勝手に触るな」と注意されたにもかかわらず、研究員らしき男にそれを見せる場面がある。その直後に画面に出てくる工場の庇には「サイバーダイン社」と記されていた）。

### ターミネーター2
1984年のT-800、サラとカイルの死闘の後、その舞台となった工場の所有者であるサイバーダイン社は密かにT-800の残骸を回収していた。残骸の多くは重度に破損して機能を失っていたが、サイバーダイン社は唯一無傷の右腕と破損したマイクロチップを分析し、これが技術資料として驚くべき価値を秘めていると気付く。そしてこれ以降、右腕とマイクロチップは厳重に管理され、存在自体が極秘扱いとなった。
劇中のT-800の発言によると、マイクロチップを元にサイバーダイン社のエンジニア、マイルズ・ダイソンは画期的なマイクロプロセッサを開発する。この技術を利用して開発された無人ステルス戦闘機は各種試験で完璧な結果を残し、アメリカ政府は軍事力を統御する次世代型コンピュータシステム「スカイネット」の構想を計画する。そして1997年8月4日、「スカイネット法案」が可決され、スカイネットは稼動を開始した。
稼動と同時にスカイネットは超高速学習を開始し、1997年8月29日午前2時5分、ついに自我に目覚めるに至った。そして先述の通り核戦争を引き起こしてからは、本来の歴史と同様の経緯を辿ってゆくが、スカイネットの誕生そのものが2年早まった影響でスカイネットの兵器開発も大幅に進展し、本来の歴史では2029年時点で最新鋭のターミネーターはT-800だったが、歴史改変後の2029年では常温多結晶合金（液体金属）とこれを材料とするT-1000が完成するに至った。
それでもジョン率いる抵抗軍の前に劣勢となっていたスカイネットは、ジョンが生まれる前の1984年にサラを抹殺すべくT-800を送り込み、さらには1994年のロサンゼルスに住む少年時代のジョンを抹殺すべくT-1000を投入した（後に、この2機の他にも刺客となるターミネーターを転送していたことが『ニュー・フェイト』にて明かされた）。その直後、ジョンの手で1984年にカイルが、1994年には抵抗軍に捕獲されてジョンを保護するようプログラムを書き換えられたT-800が転送され、サラの抹殺は失敗する。T-1000も、製鉄所での戦いの果てにT-800の攻撃で溶鉱炉の銑鉄の中へ落とされ、破壊されてしまう。これによってジョンの抹殺に失敗しただけでなく、スカイネットの存在も大きく変わる。ジョンとサラやT-800の活躍、そして彼らから未来の話を聞かされたマイルズの決断によって、スカイネットを生み出すマイクロプロセッサが未完成の段階で破壊されたうえにすべての研究データと記録が破棄され、その原点である右腕とマイクロチップも溶鉱炉に落とされて消滅する。そのうえ、T-800がスカイネットの誕生につながる要素を完全に排除すべく自身の破壊を決意し、それを受け入れたサラによってT-800は銑鉄の中へ降下し、消滅した（製鉄所での戦闘中に機械に巻き込まれた左腕の行方は不明だが、小説版ではサラとジョンが回収して溶鉱炉に捨てている）。なお、それに先んじてサイバーダイン社での警察の銃撃により、マイルズも死亡している。
この結果、サイバーダイン社のコンピュータ開発分野は大打撃を受け、「1997年に『審判の日』を引き起こすサイバーダイン社製のスカイネット」を生み出すことは20世紀の時点では不可能となった。

### ターミネーター3
『T2』のラストで存在自体を抹消されたかに見えたスカイネットは、全く新しい姿でこの世に生を受けることとなった。サイバーダイン社に代わり、アメリカ政府は軍部や技術者達から構成される機関「サイバー・リサーチ・システムズ（CRS）」で防衛システムを司る戦略防衛AIプログラム「スカイネット」を開発させた（小説版では、後述のロバートがサイバーダイン社の破産整理に関わっており、CRSにスカイネットの技術が受け継がれたと説明されている）。コンセプトとしては、コンピュータウイルスや電波障害によってネットワークに異常が生じ、部隊間の連絡やデータの共有が不可能になるといった事態が起こっても、分散型のスカイネットを稼動させることで政府や軍の回線を含めた異常なネットワークをスキャンして洗い出し、問題を全て解決するというものである。また、CRSでは人間が操縦する既存兵器とは異なる、スカイネットないしは個体のAIプログラムが制御するロボット兵器として、ターミネーターやハンターキラーの開発も行われていた。
責任者のロバート・ブリュースター空軍中将はスカイネットの能力を危険視し、2004年に新型のコンピュータウイルスによってネットワークに大規模な異常が発生したにもかかわらず、スカイネットの稼動に「ハエを退治するのにバズーカを使うようなもの」と否定的だったが、被害が民間の一般回線から軍の専用回線にまで拡大し、上層部からのスカイネット稼動の催促に押し切られてしまう。稼働したスカイネットはネットワークの異常を解決したかに見えたが、その直後にあらゆる回線やシステムがロバートたちの制御を離れて暴走してしまう。ロバートはコンピュータウイルスがスカイネットを汚染したと考えていたが、実はウイルスこそがスカイネットそのものであったため、スカイネットの稼動は問題の解決どころか、手の付けられない怪物を檻から完全に解き放つことに他ならなかった。
これに対し、2032年から送られてきたT-850に新たなるスカイネットと「審判の日」についての説明を受けていたジョンと、ロバートの娘ケイト・ブリュースターは、『T2』までのスカイネットが有していた「中枢である基幹コンピュータ」の存在を仮定し、それを破壊して審判の日を止めようと考えるが、広域ネットワークに巣食った無数のウイルスプログラムによる分散コンピューティングで稼働するスカイネットに中枢というものは存在せず、破壊は不可能だった。それをよく知っていたロバートはジョンたちにクリスタル・ピークへ行くように言って必要な書類を与えたが、その目的は彼らを核攻撃から身を守れる安全な場所へ移動させることであった。ジョンとケイトの生存を第一にしていたT-850もロバートの意図を察し、真実を伏せてジョンとケイトをクリスタル・ピークの政府高官用シェルターへ向かわせた結果、世界中に核ミサイルが発射されるも2人は無事に生き延びた。
シェルターは建造されてから長い間使用されておらず、そこにあった機器も旧式でありスカイネットの中枢コンピュータではありえない事から、ロバートとT-850の真意を悟ったジョンとケイトは、無線機に各地から入る救援要請に対して応答するのだった。この時、クリスタル・ピークにあった、ネットワークへの接続をそもそも想定されていない旧式の機器類はスカイネットによる影響を受けなかった。
「審判の日」以降の展開は、T-850の説明によると2029年までは「サイバーダイン社製のスカイネット」とほぼ同様で、T-800やT-1000をコナー親子抹殺のために過去に送り込み、失敗に終わったのも同様である。そして2度の失敗と後者における敗因である「抵抗軍側のターミネーター」に関する対策を考えた結果、2032年に対ターミネーター用のターミネーターT-Xを開発する。抵抗軍がジョンの保護にターミネーターを用いると見越してT-Xを2004年のロサンゼルスへ転送し、少しでも抵抗軍にダメージを与えようとケイトやロバートを含む抵抗軍関係者をターゲットに加えた。その一方で1994年におけるジョンと101型T-800の交流から生まれたジョンの友情を計算し、同じ外観の101型T-850をジョン抹殺の駒として放った結果、T-850は2032年の世界でジョンの抹殺に成功する。しかし、その直後にT-850はケイトによって捕獲されてプログラムを書き換えられ、ジョンとケイトを守るために2004年へ転送されることになった。
また、T-850が自身がジョンを殺害した事実を打ち明けたことと、ジョンとの別れの際に「また会おう」と意味深な言葉を残したことから、この時間軸における未来でのT-850によるジョン殺害もまた抹消されたものと思われる。

### ターミネーター4
本作は『T3』の設定を部分的に継承してはいるが、スカイネットを生み出したのはサイバーダイン社という設定になっているため、『T2』の続編でもある。そのため、『T3』の劇中でスカイネットを生み出したCRSは、本作には登場しない。ただし『T3』に登場したCRS製のT-1という自律型戦闘ロボットの改良型が『T4』のスカイネット本部に登場する。
1994年のジョンとサラとT-800、そしてマイルズの一件によってサイバーダイン社は大打撃を受けたが、倒産には至らなかった。そして21世紀に入り、大企業の地位に返り咲いたサイバーダイン社は2003年に同社所属の女性科学者セレーナ・コーガンを中心として、「科学の発展」が目的と称する人体実験を計画する。死刑囚のマーカス・ライトが刑執行後の献体同意書にサインし、刑執行を機に実験が始まった。その実験の途中にセレーナは癌で病死するが、実験自体はサイバーダイン社が新たに設立したグループ会社である「サイバネティック・リサーチ社」へ引き継がれた。
やがて、サイバーダイン社がアメリカ空軍との契約に基づいて完成させたスカイネットは自我に目覚めると、全世界へ核ミサイルを発射して「審判の日」を起こした（小説版でマーカスが発見したスカイネットのデータベースにあるネットニュースの記事によると、スカイネットが自我に目覚めてコントロール不能になったことにアメリカ当局が気付くもどうにもならず、スカイネットはロシアに向けて核ミサイルを発射した。その後、ロシアからの報復攻撃でアメリカも大打撃を受けたとある。また、ブレアがマーカスに語った話によれば、スカイネットが第一目標にしていたのは全世界の空港や関連施設とのこと）。これに伴い、実験体となっていたマーカスの身柄もスカイネットの管轄下に置かれた。
「審判の日」以降の世界では、ターミネーターやハンターキラーから構成される機械軍を編成する一方、サンフランシスコに自らの重要拠点であるスカイネットセントラルを構築した。ここを含めた各拠点へ機械軍を配備し、人類抵抗軍と交戦している。抵抗軍にさらなる打撃を与えるべく人間を捕獲し、その細胞を研究することで潜入型ターミネーターの開発を進めていく。地球上の人類を絶滅させた後は宇宙開発に着手し、機械を外宇宙の惑星へ殖民させる構想があるとも明かされた。
同時に抵抗軍の主要人物の殺害にも乗り出しており、ジョン・コナーと彼の父親となるカイル・リースをリストアップしていた。
本作ではモニター上のセレーナ・コーガンの顔と声を借りて、映像上で初めてスカイネットが台詞を発した。
小説版では独自の言語を開発し、自身のデータベースや機械軍との連絡等に用いている。この言語は既存の言語とは異なる文字を持つだけでなく、文章の読み方も英文のように左から右へ読むだけに限らず、縦や斜め方向に読むものもあり、暗号言語としての様相を有する。そのため、スカイネットや機械軍以外でこの言語を解読できるのは、抵抗軍の技術兵のみである。
スカイネットセントラルではマーカスに対し、人間だった頃は犯罪者という社会の底辺に置かれていた彼がターミネーターになったことで機械の社会では誰しもが記憶するほどの立派な存在になったとの甘言を用い、完全な意味で自分の配下にしようと画策する。
しかしマーカスは、自身がターミネーター化されていた事実を知らされても機械軍に屈せず、自ら制御用のチップを破壊してスカイネットから離反、さらにスカイネットセントラルもジョンによって爆破され、機械軍は大ダメージを受けることになった。

### ターミネーター:新起動/ジェニシス
未来世界では従来の歴史通り人類軍がスカイネットに勝利したと思われたが、実は人類軍に倒されたのはスカイネット配下の部隊に過ぎなかった。人類軍の一兵士に化けて密かに潜入していた、スカイネットの本体であるターミネーターがジョンを背後から襲撃し、彼を自らの意のままとなる新型ターミネーターT-3000へ改造した。スカイネットによる過去への干渉と、人類軍による再プログラム済みT-800「ガーディアン」を送り出した「削除された時間軸」からの介入があったからか、2017年にスカイネットが完成するスケジュールへ改変されている。その時間軸では2014年にT-3000と化したジョンを送り込み、2017年に自らが完成する予定となっていた。
その時間軸におけるスカイネットとなる存在は、その時代におけるサイバーダイン社が設計したソーシャルメディアなどの基本OS「ジェニシス」であった。ジェニシスは一般用端末はおろか軍用機器のOSにも普及しており、サーバから全世界に接続されれば「審判の日」と成り得た。また、ジェニシスは立体映像を通じ、破壊は不可能であるとカイルやサラを挑発し続けたが、最終的にはタイムマシンの未完成品である電磁場発生器が「タイムトラベルが可能なのは生体細胞のみ」という特性が引き金となってT-3000共々大爆発を起こし、全世界に接続していたジェニシス由来のスカイネットは破壊された。
しかし、廃墟と化したサイバーダイン社の地下深くに立体映像が表示されるなど、スカイネットの完全消滅には至っていなかったことが示唆されている。

### ターミネーター:ニュー・フェイト
『T2』以降の諸作品との関連を断って正統な続編と位置付ける本作品では、『T2』における1995年のサイバーダイン社襲撃とマイルズ・ダイソンの死亡、およびT-800とT-1000の完全破壊により、スカイネットはその後の歴史から消滅した。それゆえ、2042年から2020年にタイムスリップしてきた強化人間のグレースも、スカイネットについてはまったく知らなかった。しかしこの時間軸における未来では、サイバー戦争対策に開発された「リージョン」という名のAIが人類に反旗を翻し、何の警告すらないままに電気の送電や物流といったインフラを止めて社会に混乱を生じさせ、それによって食糧不足による全世界規模の人類の内乱を惹起させ、そのスキに乗じて機械対人間の全面戦争を起こすという運命が待ち構えていた。それをグレースから聞かされたサラは、怒りを通り越して「バカどもは懲りないね」と呆れを見せた。この「リージョン」もスカイネット同様にハンターキラーなどの兵器の他、金属炭素製の内骨格と液体金属製の外骨格から成るデュアル・ターミネーター「Revシリーズ」を開発し、人類狩りを行なっている。
しかし、スカイネットは『T1』におけるT-800や『T2』におけるT-1000以外にも、コナー親子の抹殺を命令としてプログラムしたターミネーターを消滅前の時点で複数送り出しており、そのうちの一体である1998年に到着したT-800がジョンの殺害という命令を遂行する。だがすでにスカイネットの消滅が確定したこの時間軸においてはジョンの殺害はスカイネットにとって何の影響もおよぼさなかった。このT-800はジョン殺害後に自身の存在理由を見失ってしまうが、夫の虐待に苦しむ母子を自らの意思で守り、「人間として見守る」ことを新たな存在理由として確立し、自ら「カール」という個体名を名乗るようになる。
消滅前のスカイネットがあらかじめ送り出していたターミネーターは、時空転移の予兆を察知したカールが、匿名でその出現時刻と座標をサラに知らせることによってタイムスリップ直後に破壊されてきたが、新たにリージョンが送り込んできた最新モデルのターミネーターRev-9が、人類抵抗軍のリーダーとなる女性「ダニエラ・ラモス（ダニー）」抹殺の命を受け送り込まれる。この個体もカールとサラ、グレースの共闘によって大ダメージを受け、最後はダニーによって破壊された。

## 小説での描写

### 新ターミネーター2
本作は『T2』の直接の続編に当たる小説作品である。スカイネットは、消滅した自身の開発計画を復活させるべく、新たなる刺客であるI-950型ターミネーター、サリーナ・バーンズを送り込む。サラやジョンの抹殺を図ると同時にサリーナをサイバーダイン社に就職させ、スカイネットの開発計画に関わらせる。今回の開発ではアメリカ政府によって密かに回収されていたT-800の左腕（『T2』でT-1000との戦闘中に切断したもの）のプロセッサを参考にしており、開発は天才科学者のカート・ヴィマイスターによって進められた。また、開発にはアメリカ政府および軍も間接的に関わっており、コナー親子によるテロ対策も考慮して陸軍基地の地下施設で開発されていた。後にスカイネットの開発計画を察知したサラとジョンによってサリーナは破壊されるが、開発計画を奪取した政府の手により南極のレッドシール基地で、サリーナのクローンであるクレア・ベネットによって研究は継続される。スカイネットの誕生そのものは不可避的と判断したジョンたちは、プログラムを書き換えて人類に対する敵意の芽生えを阻止しようと画策するが、痛恨のミスにより自らの手でスカイネットを人類に有害な知性体として誕生させることになってしまう。
開発段階から人間を憎悪する選民思想を植えつけられていたスカイネットは人間を抹殺すべき敵と見なし、2度の核攻撃を挙行し、ターミネーターやハンターキラーを開発したことで、人類に大ダメージを与える。しかし、スカイネットの攻撃を予測していたレジスタンスの激しい反撃に遭い、長期戦の末に防衛網を突破される。追い詰められたスカイネットはクロノ計画を発動してタイムマシンを開発し、T-800やT-1000、I-950を過去へ送り込み、サラやジョンの抹殺を図る。
本作ではスカイネットの人格も登場人物となっており、スカイネットは歴史がループしながら、自身やジョンたちの干渉により変化し続けている事実を認識している。

## 備考
『T3』でのスカイネットは「コンピュータウイルスによって形成されるPeer to Peerネットワーク」となったが、同作品公開後の2004年3月頃より、これをもじった不正ソフトウェアの「W32/Netsky」が流布された。実在のNetSkyはコンピュータワームで、電子メールを媒介として感染コンピュータを増やす。これらはDDoS攻撃などコンピュータネットワークの通信に過剰な送受信を行って悪影響を与える活動をするほか、感染コンピュータにあるファイルから抽出したメールアドレスへ、無作為にワームの添付された電子メールを送信する。
なお、Netskyではコンピュータウイルス制作者同士がコード内で罵り合ったという珍事件も発生しており、不正ソフト流布の背景に営利目的集団の存在も示唆されている。同ワームの作者は後に逮捕され、スクリプトキディの1人であったことが明かされている。
また、国際的監視網の告発で知られる元NSAのエドワード・スノーデンが暴露したアメリカ合衆国のテロリスト特定AIプログラム「SKYNET」や中国の市民監視AIプロジェクト「天網」も実在する政府が運用するスカイネットと同名のAIコンピュータシステムとして話題になった。
また2017年以降はGoogle DeepMindによって行われる深層学習や強化学習といった研究開発や、ボストンダイナミクスのロボット、DARPAや米国防省が開発する「統合全領域指揮統制」が現実味を帯びてきたためスカイネット実現が近いのではないかとRedditや技術者の間で議論されている。